# Carl Christian Mez
Carl Christian Mez (n. 26 martie 1866, Freiburg im Breisgau, Marele Ducat de Baden – d. 8 ianuarie 1944, Freiburg im Breisgau, Reich-ul German) a fost un botanist și profesor universitar german. Numele lui a fost desemnat prin abrevierea autorului Mez când se citează un nume botanic.

## Familia
Profesorul Carl Christian Mez a fost nepotul antreprenorului cu același nume Carl Christian Mez (n. 1770 - d. 1845), care s-a stabilit în anul 1768 în localitatea Kandern ca țesător de panglici de mătase. Cel din urmă s-a căsătorit cu Katharina Maria Mez (n. 1789 - d. 11 octombrie 1845, Kandern, Freiburg, Baden-Wurttemberg) cu care a avut doi copii, Carl Christian Mez și Leopoldine (n. 18 octombrie 1816, Kandern - d. 1895), care s-a căsătorit cu Hermann Rodeckher von Rotteck. În anul 1785, Carl Mez a fondat împreună cu copiii săi compania Carl Mez & Sons. Afacerea a avut imediat o dezvoltare înfloritoare care a fost susținută ulterior de o inovație tehnică revoluționară pe care Carl Christian Mez (fiul) a realizat-o în anul 1828. Carl Mez a construit pentru prima oară într-o cameră închiriată în Gerberau din Freiburg, o mașină de răsucire a mătăsii într-un singur fir.
După achiziționarea în 1832 a fostelor forje/mori cu ciocane princiare din Fürstenberg, de pe Kartäuserstraße – cu acționare hidraulică – s-a extins în Freiburg, unde a mutat și întreprinderea din orașul Kandern. Ca urmare, cererea pe piață a crescut pentru firele de mătase de cusut Mez. Acest fapt a dus la construirea celei de a doua fabrici în 1851 pe Kartäuserstraße și la înființarea de fabrici de vopsitorie a firelor și țesăturilor pe care le producea, datorită diversificării paletelor de culori pe care le doreau comanditarii.
Fiul antreprenorului Carl Christian Mez a avut același nume, Carl Christian Mez (n. 20 aprilie 1808, Baden-Württemberg, Germania - d. 28 mai 1877, Freiburg im Breisgau, Baden-Württemberg, Germania). Acesta a fost un politician, pionier al socialismului creștin, care era adeptul dictonului „Omul înaintea bunurilor sau a mașinii” și a avut următoarele funcții politice:
- 1846 -- Consilier al orașului Freiburg;
- 1848 -- Membru al Parlamentului Adunării Naționale Germane din Frankfurt/Main;
- 1837-1873 -- a înființat sucursale în Pădurea Neagră și în valea Rinului (Villingen, Umkirch, Endingen, Münstertal, Karlsruhe, Elzach, Oberhausen, Kappel, Christophstal) pentru a le da femeilor posibilitatea să rămână în ținutul în care s-au născut;
- 1867 -- Onorat ca Chevalier de la Légion d'honneur de către împăratul Napoleon al III-lea.[7]

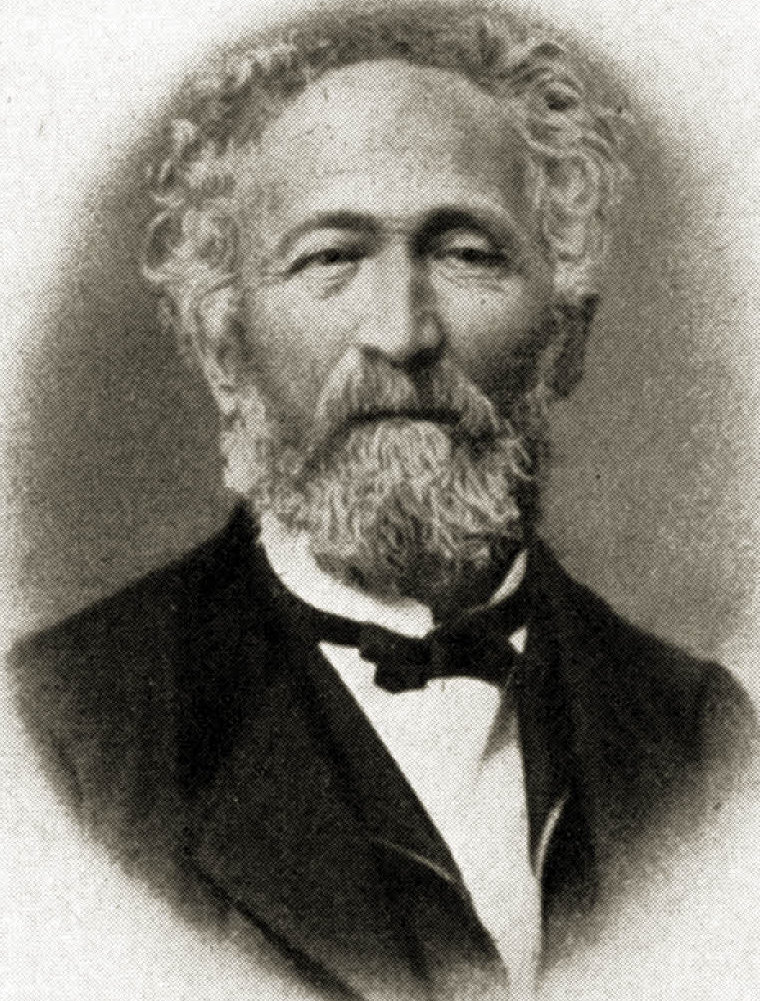
Carl Christian Mez (1808-1877)

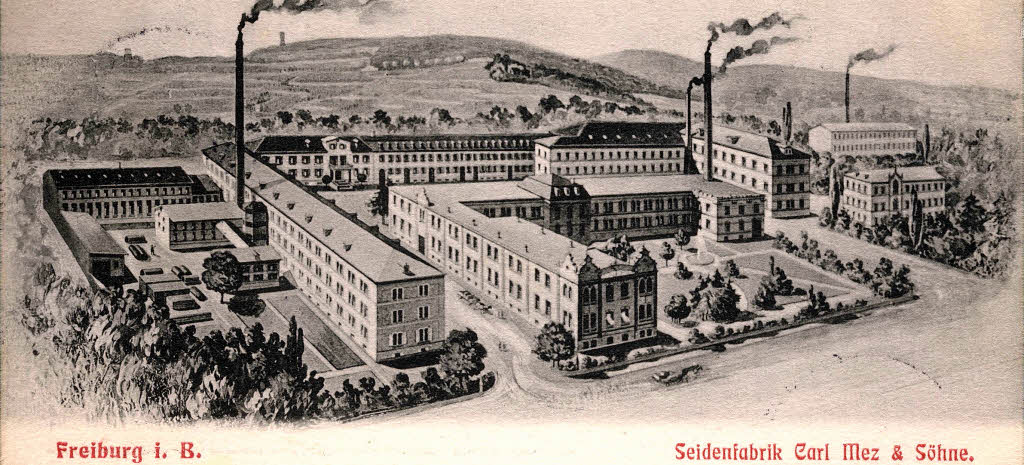
Fabrica Mez din Freiburg - litografie (1904)

Carl Mez, fiul proprietarului unui atelier de țesut de panglici de mătase cu același nume, a urmat cursurile „Institutului Politehnic” din Freiburg, a făcut ucenicia într-o companie comercială elvețiană și a dobândit cunoștințe complete despre creșterea viermilor de mătase și producția de mătase în Italia. La Freiburg, în 1828, a construit o mașină care a fost prima care a răsucit automat un fir continuu de mătase. Aceasta a devenit compania producătoare de fire de mătase pentru cusut care folosea energie hidro din Freiburg, care uneori a angajat peste 1.200 de oameni. Mez a fost șocat de condițiile vremii sale: „... Desfrânarea, neascultarea, lăcomia, luxul și sărăcia sunt în creștere. În companiile sale, bunăstarea muncitorilor era mai importantă pentru el decât profitabilitatea și profitul: "Oamenii trebuie respectați mai mult decât mașina. În ei trăiește sufletul care este destinat vieții veșnice" ". A oferit multe servicii de asistență socială și protecție pentru muncitori și angajații săi, fapt întâlnit pentru prima oară în Germania. A facilitat accesul muncitorilor la cursuri de cusut, reparat, tricotat și gătit pentru fetele salariate pentru a le proteja de vizitele vicioase la cârciumi. Mez și-a pus o parte din salariu în banca de economii a companiei și a plătit o dobândă de 5% la depozite. În caz de boală, compania a suportat 40% din costurile de spitalizare. Au fost angajate și muncitoare cu handicap, iar obișnuita muncă a copiilor a fost desființată în compania sa.
La începutul secolului al XX-lea, firma „Coats Deutschland” din Herbolzheim, a preluat acțiunile Carl Mez & Sons, le-a încorporat în grup și de-a lungul anilor a redenumit-o ca MEZ Coats GmbH.

## Biografie
Mez s-a născut într-o familie de industriași din Freiburg. A fost nepotul antreprenorului și politicianului Carl Christian Mez (1808–1877). Ca elev de liceu, a fost interesat de botanică și a scris o lucrare tehnică despre un hibrid Inula. În 1890, Mez s-a căsătorit cu Therese (Thea) Jensen (1867–1937), fiica poetului Wilhelm Jensen. Au avut împreună cinci copii. Prin căsătoria fiicei lor, cea mai mare, ei au devenit socrii psihologului Narziß Ach.
Carl Christian Mez a studiat mai întâi la universitatea din orașul său natal, în perioada 1883 - 1884, apoi s-a mutat la Berlin pentru un semestru, înainte de a se întoarce. în 1886, la Freiburg. Și-a scris teza de doctorat la Berlin cu un studiu despre familia Laurel (Lauraceae).
După absolvire, Mez a lucrat pentru puțin timp la Muzeul Botanic din Berlin, apoi s-a mutat la Breslau unde a lucrat ca lector privat. În 1900, Mez a devenit profesor de botanică și studii farmaceutice la Halle, iar în 1910 a devenit profesor de fiziologie a plantelor și director al grădinii botanice de lângă Königsberg. A fost numit profesor emerit în 1935. Mez a fost fondatorul Arhivelor Botanice și până în 1938 a fost editor.
Principalele sale domenii de cercetare au fost sistematica și fiziologia. El a continuat să studieze taxonomia și morfologia Lauraceae și a introdus utilizarea serologiei ca metodă de studiere a relațiilor cu plantele. De asemenea, a studiat micologia și a scris despre putregaiul uscat.
Genurile de plante Mezia (Schwacke ex Nied.), Meziella (Schindl.) și Neomezia (familia Primulaceae [2]) au fost toate numite în cinstea lui.

## Lucrări publicate
- Lauraceae Americanae, mongraphice descripsit / - Berlin, 1889. Anuarul Grădinii Botanice Regale și al Muzeului Botanic; vol. 5
- Microscopul și aplicarea lui: un ghid pentru examinările microscopice pentru farmaciști, medici, oficiali medicali, tehnicieni, meseriași etc., Ediția a VIII-a, foarte apreciată - Berlin: 1899
- Myrsinaceae. Leipzig [et al.] 1902.
- Examene microscopice, prescrise de Farmacopeea Germană: Ghid pentru stagiul microscopic-farmacognostic la universități și pentru autoinstruire - Berlin: 1902
- Theophrastaceae - Leipzig [ua] : 1903
- Putregaiul uscat și celelalte ciuperci care distrug lemnul din locuințele umane: identificarea, semnificația și controlul lor. Dresda 1908.
- Răspunderea pentru putregai uscat și putregai uscat: un memoriu pentru constructori, proprietari și avocați ... . Berlin 1910.
- Despre teoria serodiagnosticului - Berlin: Dt. Verl.-Ges. pentru politică și istorie, 1925
- Trei prelegeri despre istoria filogenetică a lumii plantelor cu 1 arbore genealogic al regnului vegetal / 1925
- Teorii ale istoriei tribale - Berlin: Editura germană pentru politică și istorie, 1926
- Încercare la o istorie tribală a regatului ciuperci. Halle (Saale) 1928.
- Bromeliaceae. Leipzig 1935.